# Familia de los Vela

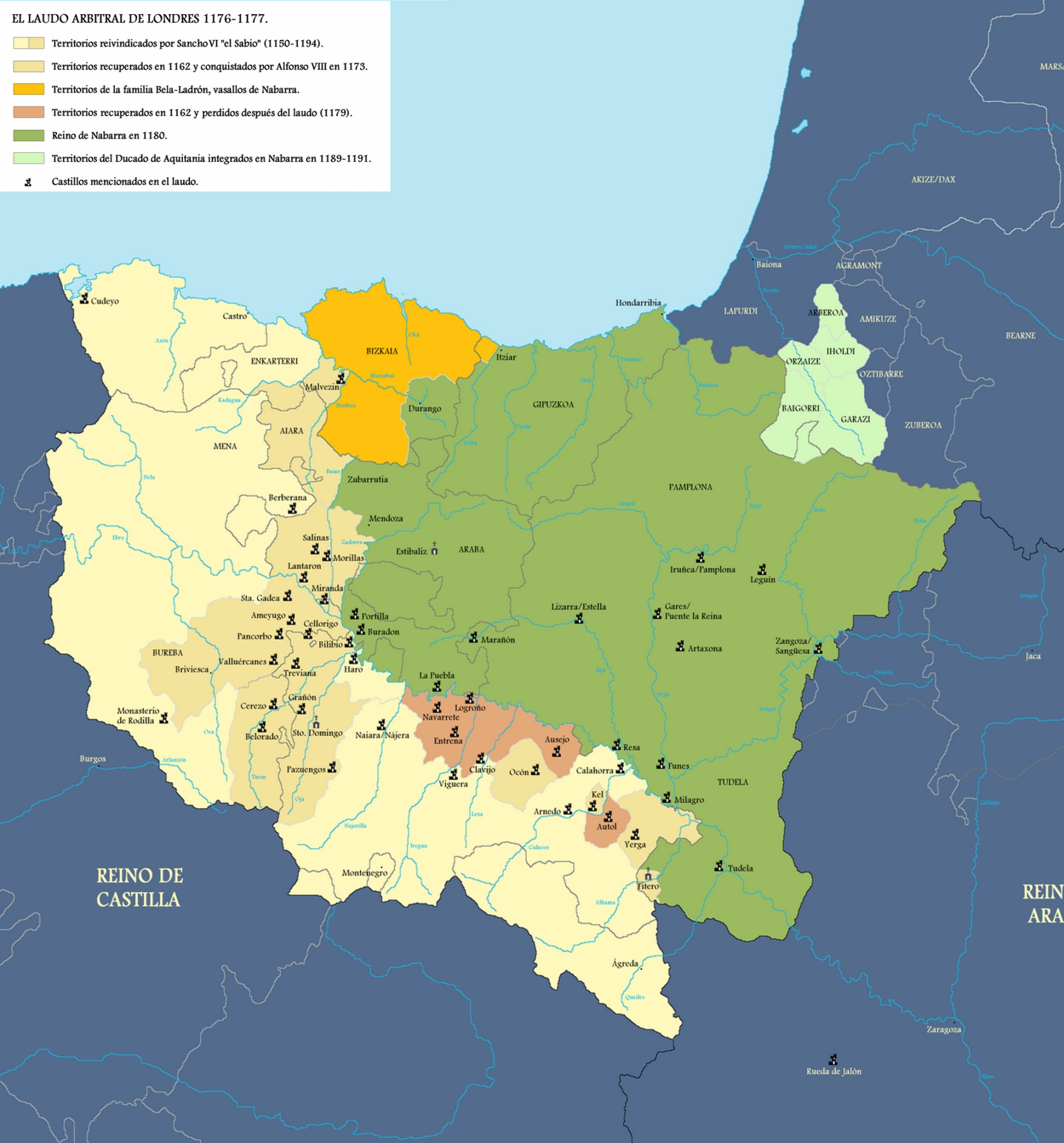
En color ocre los territorios de la familia Vela-Ladrón, vasallos de Navarra, durante el Laudo Arbitral de Londres en 1177.

La familia Vela o familia de los Velas fue un poderoso linaje feudal de entronque visigodo o navarro-aragonés. Establecido en Álava bajo la supervisión del Imperio carolingio, tenía su origen en el conde Vela Jiménez, enemigo del señor de Castilla Fernán González, por haber desterrado a los miembros de su linaje de sus tierras en Álava. Por esta causa, sus descendientes buscarán la venganza para recobrar sus dominios, y dos siglos después asesinarán en León a García Sánchez, último descendiente de Fernán González. La casa nobiliaria estaba ligada a la dinastía Jimena. Desterrados de Álava, tuvieron gran protagonismo e influencia en el Reino de Navarra y León. Mantuvieron, a lo largo de tres generaciones, por mandato de los reyes de Pamplona y Navarra, las tenencias en Álava y Guipúzcoa. En 1200, cuando Alfonso VIII de Castilla conquistó y ocupó Álava y Guipúzcoa, fueron substituidos por los descendientes del antiguo conde navarro de Vizcaya, Lope Íñiguez. Mantendrían a lo largo de los siglos el señorío de Guevara y el condado de Oñate, que constituirían sus principales señas de identidad, encabezando el partido gamboíno durante las guerras de bandos. Respecto a León, recibieron del rey Alfonso V muchas tierras de las Somozas de Oviedo, alcanzando al poco tiempo una gran influencia en la corte, donde ostentaron cargos de gran relevancia política.

## Personas destacadas
- Vela Jiménez, conde de Álava en 882.
  - Munio Vélaz (Munio Veilaz), conde de Álava en 919.
  - Nuño Vela, hermano de Munio, pasó al reino de León cuando fueron desterrados de sus tierras natales alavesas. De este caballero podrían ser descendientes los apellidados Vela-Núñez o Núñez-Vela. También se ha afirmado que de Rodrigo Vela procedió el noble caballero Fernán Núñez, uno de los pobladores de Ávila, siendo su primogénito Lope Núñez-Vela.[4] De esta familia de Ávila descienden entre otros: Rodrigo Vela-Núñez, corregidor y Veedor del condado de Vizcaya y de las Encartaciones desde 1493 hasta 1494. En 1499 presidió las Juntas Generales celebradas en Guetaria (Guipúzcoa). Antonio Núñez-Vela, natural de Fuenterrabía, capitán de infantería y castellano de Adra.[5] Blasco Núñez-Vela, primer virrey del Perú, y su hijo Cristóbal Vela, obispo de Canarias y arzobispo de Burgos. Se emocionó mucho cuando alguien le recordó la participación de sus antepasados en el crimen del infante García Sánchez, negando que hubieran sido traidores.[6]
  - Los tres hermanos Rodrigo, Íñigo y Diego Vela o Vélaz, quitaron presuntamente la vida al conde castellano García Sánchez. (...Legione filii Vegilae Comitis, Rodericus Vegilae, Didacus Vegilae et Enechus Vegilae.)[7]
- Vela Aznárez (también llamado Orbita Aznárez), señor de Guipúzcoa 1054-1080.
  - Íñigo Vela[8] o Velaz (Enneco Beguila o Bigilaz): señor de Guevara y Oñate, tenente de Baztán, Echauri, La Borunda y Hernani, en 1105. Murió en 1131, durante el cerco de Bayona en la provincia de Labort.
    - Ladrón Iñiguez (o Ladrón de Guevara), príncipe de los navarros, tenente de Álava, 1130-1155.
      - Vela Ladrón (Veila Latron), tenente y conde de Álava 1155-1174, firmaba como Vela de Navarra o Uela de Alaua. Comes Uela de Nauarra.
        - Íñigo Vela,[9] comendador de Aceca en la orden de Calatrava. Participó en la batalla de las Navas de Tolosa, en 1212.
          - Ponce Vela de Cabrera, genearca de la casa Ponce de León, del que descendió el famoso explorador de la Florida Juan Ponce de León.

  - Lope Vela: primer señor de la tierra alavesa de Ayala, expulsó a los árabes que quedaban en Álava y la Rioja, fundando la iglesia de Respaldiza. El obispo e historiador Fray Prudencio de Sandoval, en el año 1601 indicaba en su obra "sobre los primeros monasterios" el nombre de los caballeros que yacían enterrados en varios sepulcros. Escribió sobre el de San Millán y Respaldiza: el Conde don Lope López de Aualos señor de Vizcaya, Conde de Alaba, señor del lugar de Aualos, hijo del Infante don Lope Vela, y de la Condessa doña Juliana de Aualos, fundadores de la casa de Ayala, y de nuestra Señora de Respaldiza, donde están sepultados: la qual tierra y señorío de Vizcaya le dio el Rey don Alonso de Castilla que ganó a Toledo. Por quanto era primo hermano del padre deste Infante, que le dixo don Sancho Remirez, Rey de Aragón y de Navarra, que fundó a Estella.[10] Fray Gregorio de Argaiz, también en el siglo XVII indicaba que: De Santa María de Respaldiza, he hallado, que lo fundó el Infante Don Lope Vela, junto con su consorte Doña Juliana Davalos. Diòles el Rey Don Alonso el Sexto, que ganò à Toledo, la tierra de Ayala, y el Señorío de Vizcaya.[11]
    - Lope López de Ávalos, hijo del citado Lope Vela, ¿tenente? de Álava y Señor de Ávalos.
      - Juan Vela[12] (Juan Veila, Johannes Uela) o Velaz (Juan Veilaz, Johannes Uelaz), tenente de Álava, 1174-1179, tenente de Aibar y Leguín. En los cartularios del Archivo General de Navarra figura como tenente de Álava. Así, en un documento en el cual se confirmaba la protección concedida por Sancho VI al monasterio de Iranzu, se lee que Juan Vela regía la tenencia de Álava: Sub meo dominio episcopus Pampilonensis et Johannes Uela in Alaua.[13]
        - Pedro Vela o Velaz (Veila o Veilaz), tenente de Malvecín (1174), Arlucea (1189-1194) y Aizorroz (1194). Casó con María Sánchez de Salcedo, heredando el señorío de Ayala. Pudiera ser él, el fundador de la torre 'de Pedro Vela' en la localidad de Úbeda, durante la Reconquista. De aquel fundador descendió Pedro Vela y de los Cobos, comendador de la Orden de Santiago en 1530, secretario del emperador Carlos I y del Rey Felipe II de España. De Pedro Vela, tenente de Malvecín, descendían los poderosos caballeros de apellido Vélez de Guevara, señores de Oñate en Guipúzcoa.
        - Ladrón, señor de Javier (1217).
        - Juan Vela Barrio de La Espriella (1618 Naves, Llanes, Asturias- 1674 Palermo, Sicilia, Italia). Notato secreto de la Inquisición

## Hechos históricos
Los Vela (o Veila/Vigila/Wigila así como otras formas que toma este nombre godo) habían llegado a tierras alavesas para combatir a los sarracenos en las expediciones de Carlomagno, pues algunos nobles de la época existentes en la Marca Hispánica se nombraban así, especialmente en el norte de lo que hoy corresponde a Cataluña. 
Ya asentados en territorio alavés, tenían su patrimonio más importante en Valdegovia. Según el estudio más amplio sobre el entronque familiar de los Velas, se acepta la tradición del origen vinculado a la aristocracia goda y no nativos de la zona, pues habían llegado a territorios vascos con las expediciones del Imperio Carolingio.
Eran descendientes de un personaje llamado Vela Jiménez que en los años 882 y 883, había defendido los pasos de Haro y participado en la batalla de Cellorigo, frente a los musulmanes. El historiador Balparda, pensaba que podría ser un hermano de Íñigo y García Jiménez, caudillos del territorio navarro y descendientes quizá del conde García el Malo de Aragón. Su hijo, Momo Vela, ocupó Pancorbo y Haro venciendo a los musulmanes, titulándose conde de Álava en el año 915. En tiempos de Fernán González que reunió en su persona los condados de Álava y Castilla, se sabe que era jefe de la familia el conde Vela Núñez.
La política unificadora del castellano Fernán González en el año 940, pero más aún, su alianza con la nueva dinastía real navarra por su matrimonio con la infanta Sancha de Pamplona, viuda reciente de Álvaro Herraméliz, conde de Lantarón y de Álava, condujo a serle ofrecida la titularidad oficial del condado alavés también a este y a la expulsión de los poderosos Vela emparentados con la dinastía reinante, para menoscabar sus bases de presión sobre la política de la reina viuda Toda durante la crisis que supuso en ese decenio la regencia sobre su hijo, forzándolos a buscar refugio en la corte del califa cordobés Abderramán III, emparentado con Toda, que era su tía.
Para ello tenían que idear un plan, según la crónica castellana: ... salieron los fijos del conde don Vela del palacio, é fuéronse para la posada de Íñigo Vela, é hobieron ende su consejo malo é falso, de cómo matasen al infante don García. E dijo Íñigo Vela: "Yo sé bien en qué guísa le matarémos, é qué razón é achaque podemos levantar para ello. Alcemos un tablado en medio de la rua, é los caballeros castellanos, como son homes que se pagan desto, querrán ende venir á solazarse, é nos volvéremos con ellos pelea sobre el lanzar, é matarlo-hemos ende", é así fue fecho. E los traidores, luego que lo movieron, mandaron cerrar las puertas de la villa, porque non podiesen entrar nin salir ningunos.
Los caballeros castellanos y leoneses se encontraban celebrando torneos, y cuando se supo la noticia los asesinos ya habían huido sin que ninguna mano se levantase ya para castigarlos.
El motivo del asesinato del infante García por los Velas  se debió a que esta familia era el brazo armado de Sancho el Mayor, que representaba el soporte para la expansión territorial del Navarro por Castilla, con el propósito de crear un gran Estado Vasco-Castellano, en el que los Velas recobraran la posición privilegiada que ocuparon primitivamente en Álava.

## Exilio de Álava
Dispuestos al combate y cambiando de lealtades con la esperanza de recobrar sus tierras alavesas, los miembros de esta familia se mezclaron en la política de Castilla, Navarra, León y Córdoba, siendo uno de los clanes más poderosos de la edad feudal. Su mayor núcleo lo formaron en León, desde donde pasarían posteriormente al reino de Navarra.

«Pues las historias, que de las cosas del Conde don Sancho tratan, dizen que tres cavalleros vassallos suyos, hijos de don Vela de Nagera, que se dezian, don Rodrigo Bela, que fue padre de pila del Infante don García, hijo del Conde, y sus hermanos don Diego Bela, y don Yñigo Bela no queriendo reconocer vassallaje al Conde don Sancho su señor, les fue forçado, desnaturarse de Castilla, y passar a tierras de Moros. Donde tampoco no queriendo, o no pudiendo estar, acudieron al Reyno de León, y el Rey don Alonso los acogio bien, dandoles tierras en las Somacas, en que pudiessen vivir.».

 Álava: A lo largo del siglo XI, se documenta a ciertos miembros que se quedaron en sus tierras natales. Algunos son Gonzalvo Vela de Petriquiz (Gonzalvo Veila de Veitriquez), Jimeno Vela de Alaiza (Eximino Veila de Alaiza), Vela García de Sallurtegui (Beila Garceiz de Salurtegui), García Vélaz de Arana (Garsia Beilaz de Arana), Vela de Cembrana (de Zambrana), Domenico Vélaz de Vascunnuellas (de Basquiñuelas), García Beilaz de Apodaca o Gonzalo Veilaz de Lacorzana. En el año 1115, la Señora Reyna Doña Urraca celebró un Concilio Provincial en Oviedo, al que asistieron muchos nobles, entre los que firman el conde Rodrigo Vélaz (Vélaz es patronímico de Vela), Beremundo Vélaz, Vela de Pelayo, Sancho Vela, Beremundo Vela y Martín Vela, todos de la misma familia alavesa.
Castilla.
Portugal: Después de su destierro, los Velas fueron en número importante a Portugal, Valle del Mondengo.
Navarra.
León y Córdoba: Este Froila consiguió en 958 que el nombre Vela adquiriera siniestra reputación en aquellos años, por luchar miembros de esta familia contra los castellanos de fe cristiana, recrecida cuando volvió el año siguiente con los cordobeses que atacaron León. Froila Vela, el mismo que al mando de un ejército musulmán había luchado contra Castilla, pasó a León y llegó a ser mayordomo real del rey Leonés. Con él aparecería un Veila Oveconi en el año 944, un Veila Enneconi en 999, mientras comenzaba otro enfrentamiento del conde de Castilla, Sancho García, y el Rey de León Alfonso V. Este enfrentamiento, renovación de otros, propició una nueva ola de emigración de algunos Vela de Castilla a León. Del conde Vermudo Vélaz, descendió tras cuatro generaciones Vela Gutiérrez, mayordomo mayor de León, y padre de Ponce Vela de Cabrera cuyo hijo, Pedro Ponce de Cabrera, es el origen del apellido Ponce de León, del que descendió el conquistador Juan Ponce de León, quien dio su nombre a 'la Florida'.

## Crimen del infante García
Alfonso V de León tuvo que padecer siendo niño la muerte de su padre, Bermudo II, en 999. Su madre y regente, Elvira, lo declaró, bajo en 1007 mayor bajo la presión de los Velas, clan más poderoso del reino leonés desde que Froila Vela fuese mayordomo. Visto que sus posibilidades de recuperar sus tierras alavesas se iban desvaneciendo, planearon asesinar al último descendiente de Fernán González, el conde García.

«Salieron los fijos del conde Vela del palacio, é fuéronse para la posada de Íñigo Vela, é hobieron ende su consejo malo é falso de cómo matasen al infante don García. E dijo Íñigo Vela: Yo sé bien en qué guisa lo matarémos, é qué razón é achaque podemos levantar para ello. Alcemos un tablado en medio de la rua, é los caballeros castellanos, como son homes que se pagan desto, querrán venir a solazarse, é nos volverémos con ellos pelea sobre el lanzar, é matarlo-hemos ende, é así fue fecho. E los traidores, luego que lo movieron, mandaron cerrar las puertas de la villa, porque non podiesen entrar nin salir ningunos...».

Los poetas narraron con literaria exageración la venganza de la novia, haciendo que el rey navarro quemase en Monzón a los autores del crimen. Así y según la tradición, los Vela fueron quemados por el rey de Navarra en Monzón, algo que no tiene fundamento histórico. Si bien a partir del crimen no vuelven a aparecer en documento alguno Leonés, hay datos para pensar que Rodrigo Vela pasó a Galicia, donde un conde Rodericus Velaci aparecía comprometido en 1118 en unas revueltas en Santiago de Compostela. Y por el nombre y fechas bien pudiera ser nieto del Vela del crimen de León. Tampoco fue quemado Íñigo, pues en 1032 vendía una viña en Grañón, y su hijo Ladrón Vélaz aparece en la corte de Alfonso VII. Si con el crimen de León los Vela perdieron en aquella corte su extraordinaria influencia, aún seguían figurando en las crónicas; como Rodrigo Vermudez, hijo de Vermudo Vela y Anaia Velidiz, y Juan Vela, que escaparon de León por su intromisión en las guerras civiles de la época.

## Tenentes de Navarra en Álava, Guipúzcoa y Vizcaya
A finales del siglo X, ya no eran los Velas de mucha relevancia política en Castilla. Según el cartulario de San Millán, el año 927 se encuentra a Jimeno Vélaz (Vélaz, forma esta con la terminación Ez o Iz que se atribuye a la deformación castellana, indicando "hijo de"), armiger del rey García de Navarra, o Gonzalo Veila, simple sayón de Salinas de Añana en Álava. Más tarde a un Munio Veilaz (Nuño Vélaz) en 991 y otro Fernando Veilaz en 1003, en carta de Sancho García. Sancho el Mayor de Navarra, el gran beneficiado del crimen de León, reconstruyó el condado de Álava, dando título de este a Munio González, hijo de un Gonzalo Muñoz de la familia Vela, como lo probarían los nombres de sus descendientes conocidos: Vela Muñoz, Tello Muñoz, Vela Tellez, Vela González. A partir del siglo XI, los Velas volverían a aparecer cerca del condado alavés, muy involucrados en la política navarra. Vela Aznar, señor de Guipúzcoa 1054-1080, tuvo por hijo a Íñigo Bela (Eneco Beguila) o Belaz (Begilaz), que en 1105 aparece “Senior Eneco Beguila dominante in Essauri et Baztan et Borunda”. Poco después aparece como “Senior dominante in Essauri et Baztan et Burunda et in Ernani”.

## Etimología
El nombre y apellido Vela deriva directamente del visigodo Vigila o Vegila (Wigila/Wegila, en alemán moderno Weigel). De Vigila aparece Veila y luego Vela, por pérdida de la "g" fricativa y unión de las dos "i" en una "i" larga, que los godos pronuncian "ei" y "e". Un conde con ese nombre aparece el año 510 en la corte del rey godo Alarico, de cuya muerte se tienen noticias en Barcelona.
Para los hombres que escribieron los cartularios de la época, según si la zona era vascohablante o no, era lo mismo decir Vélez o Vélaz que Belasco para referirse a los descendientes del conde Vela Jiménez, pues según la Real Academia de la Lengua Vasca, Velasco también procede del nombre godo Vigila, salvo que los vascoparlantes añadieron a Vela el sufijo "sko" (hijo de), en vez de los de habla latina, que añadieron el sufijo "ez" para el mismo cometido (Vélez, Vélaz). Así, por ejemplo, si tomamos el ejemplo de la familia alavesa, el Cartulario de Santillana nombra Tello Vélaz en 987 y el de Cardeña Tello Belascoz en 972, hablando de la misma persona. 
Munio Vélaz, hijo de Vigila Jiménez y segundo conde de Álava que aparece en el Cartulario de Valpuesta, aparece también en el mismo cartulario como Munio Belascoz. De la misma familia condal alavesa, al hermano de Froila Vélaz y de Sancho Belascoz se le llama Enneco Vélaz en León y Enneco Velascoz en Navarra.
Hijo de Vela de Ayala fue, entre otros, Vellasco Vellacoz (Velascoz, que tuvo por hijo a Galín Velázquez), quien dio fueros a los infanzones de Ayala. La propia crónica de los Ayala refiere al origen godo de los Vela: Est Vela nomen Gothicum, nunc generosae familiae Ayalae gentile.

«Todo ello nos lleva a concluir, como ya anticipó Menéndez Pidal, que existe un solo nombre, de origen visigótico, que evoluciona gráficamente a través de nuestra documentación, desde Vigila a Vela, que no parece tener nada que ver con el vasco vela 'cuervo', y que tiene una vida paralela a la de Velasco (<vasc. Berasco), con el que acabará confluyendo.

## Legado
- Vela (apellido)
- Vélaz
- Vélez de Guevara
- Ladrón de Guevara
- Ponce de León
- Mier
- Varona (apellido) - La Leyenda de los Varona

Los cronistas latinos del siglo XIII, Rodrigo Jiménez de Rada y Lucas de Tuy, y un cantar juglaresco hoy perdido, el Romanz del Infant García, son las principales fuentes que hablan de esta familia alavesa. Los Velas, distribuidos por Navarra, Galicia, León y Extremadura se convirtieron en pobladores de las tierras reconquistadas a los árabes, especialmente de Aragón y Andalucía. De poca influencia política o social, pero de capacidad económica que ha dejado rastros de Segovia a Soria, donde fue parte de la Diputación de Caballeros Hijosdalgo de los Doce Linajes, de Almazán a Guadalajara, con asentamientos y escudos, casas solares y laudas funerarias en Caracena, Tarancueña, Retortillo, Miedes, Ujados, Albendiego, Hijes y Atienza. Todavía en 1391 aparecía un Velasco Vela, procurador de la villa de Cuéllar en las cortes de Madrid.
En 1579 fue arzobispo de Burgos Cristóbal Vela, hijo del virrey del Perú Blasco Núñez de Vela, quien se emocionó mucho cuando alguien le recordó la participación de sus antepasados en el crimen de León, negando que hubieran sido traidores. El tronco frondoso de los Vela estaba destinado a perdurar durante siglos, evolucionando, desplazándose y reverdeciendo.
En el año 1805, el abogado de los Reales Consejos Juan García Navarro, en su "Discurso Apologético por la nobilísima y antiquísima familia de los Velas, tronco y origen de la casa de Guevara, denigrada calumniosamente por algunos escritores" (año 1805) explicaba que:
«Ilustres descendientes del Conde de Álaba D. Vela, y de sus dos hijos D. Rodrigo y D. Íñigo Vela, Protoparentes de dos numerosas y gloriosas descendencias, cuya heroica sangre se conserva en todos aquellos que logran decorarse con los apellidos de Vela, Ladrón de Guevara, y otros muchos» (Vélaz, Vélez de Guevara...).
Vitoria, capital de la comunidad autónoma del País Vasco, dedicó una calle al Conde Vela, nieto de Sancho Garcés III de Pamplona o a Vela Ximenez, señor de Álava (en euskera Don Bela Kondearen kalean). Ricardo Becerro de Bengoa, en su Romancero alavés les dedicó algunas páginas. También aparecen las tramas de los tres hermanos Bela en la novela Las Torres de Sancho, escrita por Toti Martínez de Lezea.                                                    
Peñamellera: según la tradición oral de este concejo asturiano enclavado en Los Picos de Europa, tras el crimen de León, los hijos del conde alavés D. Vela Ximenez se refugian en la aldea de Mier, perteneciente al Valle de Peñamellera. Fundan la Iglesia de San Salvador de Plecín, dan origen a la saga familiar que dominará cientos de años el Valle, construyen multitud de palacios e iglesias. Parte de la familia pasó al Nuevo Mundo, donde amasaron grandes fortunas. El propio príncipe de Mónaco Alberto II desciende de esta Casa por parte paterna, siendo presidente de honor de la Casa de los Mier.